# Orden de la Amistad (Azerbaiyán)
Orden de la Amistad de la República de Azerbaiyán (en azerí: "Dostluq" ordeni) es un premio presentado por el Presidente de la República de Azerbaiyán a ciudadanos con logros significativos.

## Estatus
La orden de la Amistad fue establecida por el Decreto N.º 248-IIIГ del 16 de febrero del 2007 de Presidente de Azerbaiyán Ilham Aliyev.

## Receptores del premio
- Chinguiz Aitmátov - escritor kirguí de fama mundial
- Ala Pugachova - cantante soviética/rusa
- Iósif Kobzón - cantante soviético y ruso
- Lotfi A. Zadeh - matemático, ingeniero eléctrico, informático[1]
- Ramazan Abdulatipov - político ruso
- Irina Víner - ex gimnasta, empresaria y entrenadora de honor rusa[2][3]
- Ruslán Áushev - político y militar ingusetio
- Zurab Tsereteli - pintor, escultor y arquitecto ruso-georgiano[4]
- Valentina Matviyenko - la presidenta del Consejo de la Federación de Rusia[5]
- Mevlüt Çavuşoğlu - ministro de Relaciones Exteriores de Turquía
- Vaguit Alekpérov - presidente de la compañía petrolera rusa LUKoil
- Enzo Moavero Milanesi - ministro de Asuntos Exteriores y de Cooperación Internacional en el Primer Gobierno Conte
- Vaira Vīķe-Freiberga - ex Presidenta de la República de Letonia
- Gianfranco Ravasi - presidente del Consejo Pontificio para la Cultura y de la Pontificia Comisión de Arqueología Sagrada
- Peter Fraser - ex Primer ministro de Nueva Zelanda.